# 米利科沃區

米利科沃區在堪察加邊疆區的位置

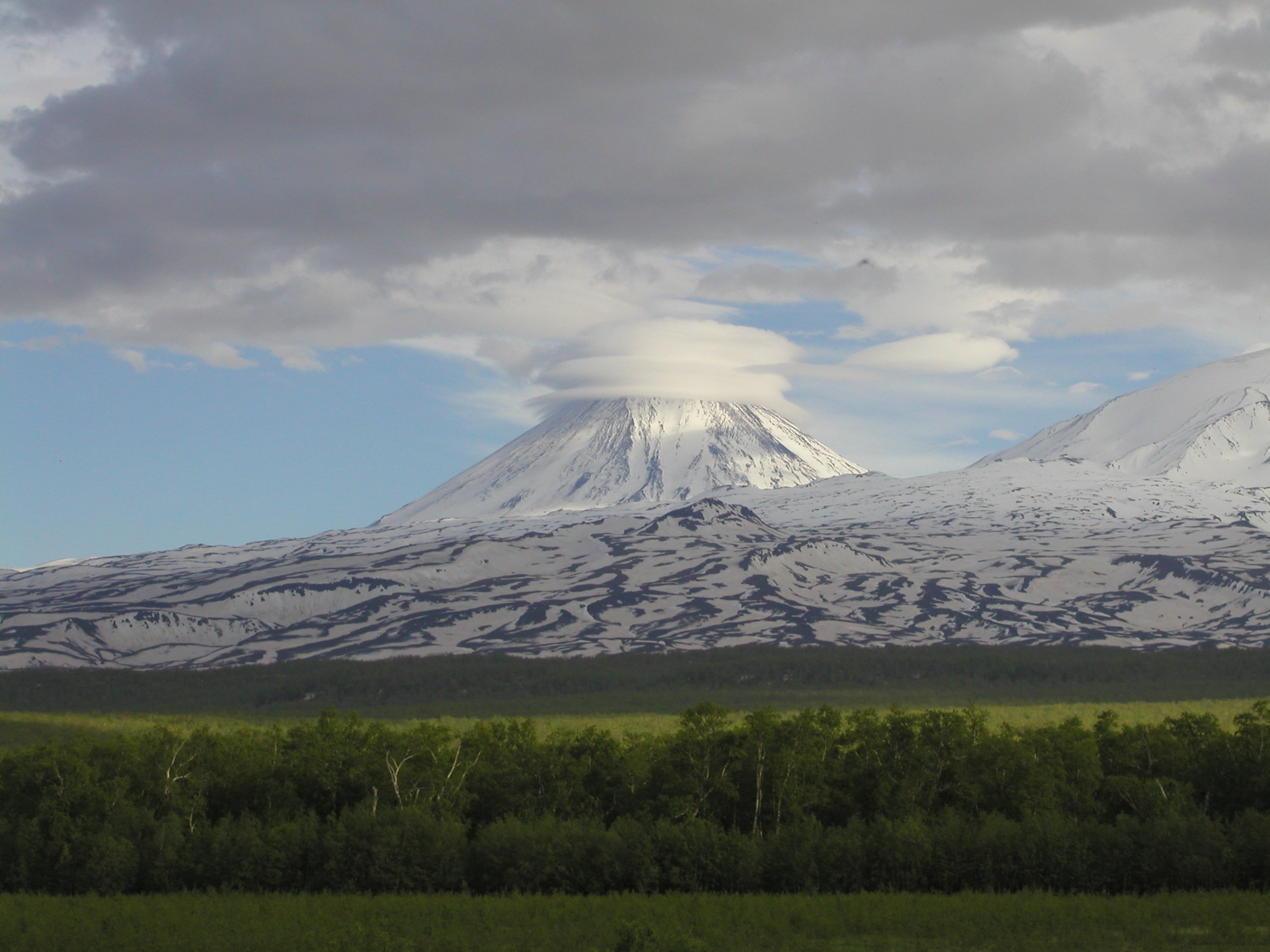
克柳切夫火山

54°41′47″N 158°37′15″E / 54.69639°N 158.62083°E
米利科沃區（俄语：Мильковский район），是俄羅斯堪察加邊疆區的一個區，位於堪察加半島，面積22,590平方公里，2010年人口10,585，人口密度每平方公里0.47人。